# El ostracismo de los Carrera

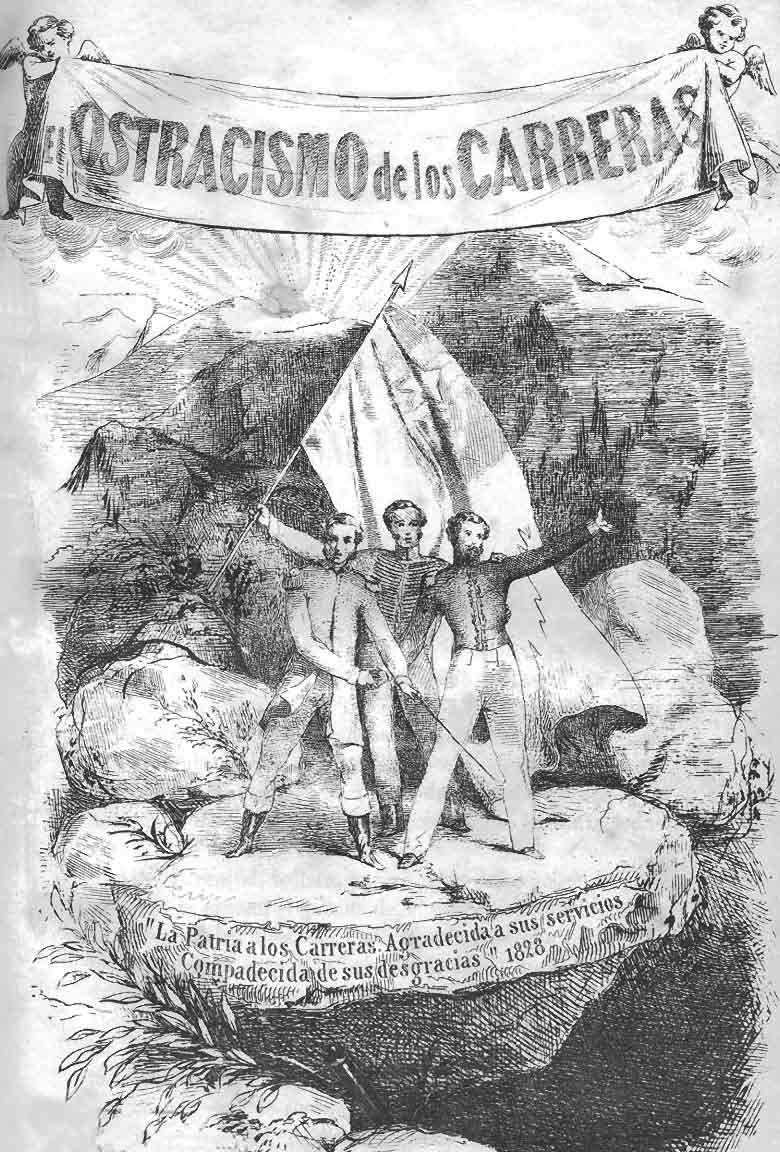
Los hermanos Carrera (desde izquierda a derecha): Luis, José Miguel y Juan José.

El Ostracismo de los Carrera (nombre abreviado del original El Ostracismo de los Carrera, Los Generales José Miguel y Juan José, y el coronel Luis Carrera, Episodio de la Independencia de Sudamérica) es un libro escrito por el historiador chileno Benjamín Vicuña MacKenna, uno de los primeros de su larga obra historiográfica.
El libro fue escrito en 1857, inspirado por el libro de Alphonse de Lamartine, Historia de los Girondinos (1847), que narra con una estética romántica los primeros años de la revolución francesa, con muchas imperfecciones históricas, pero siendo un éxito de ventas.
La génesis del libro está en la investigación que hacia el historiador sobre su abuelo, el general Juan Mackenna, que fue abatido en duelo por uno de los Carrera, cuando llegaron a la mesa los documentos de esa familia, y los empezó a trabajar no con espíritu de venganza sino más bien por una especie de admiración por los caudillos, que se plasmó en el libro.
El resultado fue un macizo trabajo de más de 500 páginas, editado en octubre de 1857 por la imprenta del diario El Ferrocarril en Santiago, que narra las peripecias de los hermanos Carrera, recientemente reeditado por icpediciones. Desde el exilio por la reconquista hasta la muerte del último de ellos. Si bien escrito con mucha pasión, está basado íntegramente en documentos y entrevistas rescatados por el autor, haciendo de ella una obra que sigue relativamente vigente, a diferencia de lo ocurrido con la obra de Lamartine.